# Thomas S. Monson

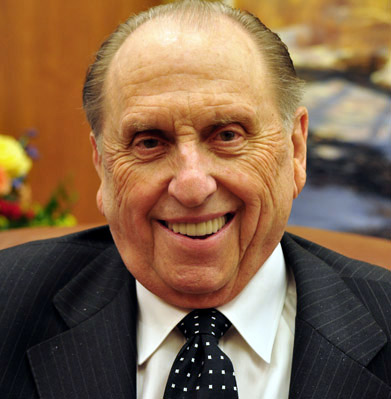
Thomas S. Monson (2009)

Thomas Spencer Monson (* 21. August 1927 in Salt Lake City, Utah; † 2. Januar 2018 ebenda) war ein US-amerikanischer Geistlicher und seit dem 3. Februar 2008 der 16. Präsident der Kirche Jesu Christi der Heiligen der Letzten Tage, landläufig als Mormonen bezeichnet.

## Leben
Thomas S. Monson war der Sohn von G. Spencer Monson und seiner Frau Gladys Condie. Er machte an der University of Utah einen Bachelor-Abschluss in Business Management und später einen Master of Business Administration an der Brigham Young University. Ab 1948 arbeitete Monson bei der Zeitung Deseret News in der Anzeigenabteilung und war später 19 Jahre lang Vorsitzender des Direktoriums. Während des Zweiten Weltkriegs diente er in der Marine.
Mit seiner Frau Frances Beverly Johnson Monson (* 27. Oktober 1927; † 17. Mai 2013) hatte er drei Kinder und sechs Enkelkinder.
Monson war immer an der Jugend interessiert. So engagierte er sich bei den Pfadfindern (Boy Scouts of America), wo er seit 1969 im Bundesvorstand tätig war. Außerdem engagierte er sich im Verband der Druckindustrie von Utah, dessen Vorsitzender er war, und im Verband der Druckindustrie der USA.

## Kirchentätigkeit
Monson wurde bereits im Alter von 22 Jahren als ehrenamtlicher Bischof (Gemeindeleiter) einer großen Gemeinde in Salt Lake City mit rund 1000 Mitgliedern berufen. Mit 27 wurde er ehrenamtlicher Ratgeber eines Pfahlpräsidenten, diente dann von 1959 bis 1962 als Präsident der Kanadischen Mission und wurde am 10. Oktober 1963 zum Apostel ordiniert.
Monson fühlte sich mit Ostdeutschland besonders eng verbunden, da er im Kollegium der Zwölf Apostel unter anderem dazu berufen war, sich um die deutschen Mitglieder der Kirche hinter dem „Eisernen Vorhang“ zu kümmern. Auf seine Bemühungen geht die Erlaubnis des SED-Regimes zur Errichtung des Freiberg-Tempels in Sachsen zurück.
Er diente als zweiter Ratgeber von Präsident Ezra Taft Benson und Präsident Howard W. Hunter. Seit 12. März 1995 bis zu dessen Tod am 27. Januar 2008 diente Monson als erster Ratgeber von Präsident Gordon B. Hinckley. Zu diesem Zeitpunkt übernahm er als dienstältester Apostel wie vorgesehen die Führung der Kirche nach Auflösung der ersten Präsidentschaft. Am 3. Februar 2008 wurde er als 16. Präsident der Kirche Jesu Christi der Heiligen der Letzten Tage ordiniert und eingesetzt.